# Buinsky (distrito)
Buinsky é um distrito do Tartaristão, uma das repúblicas da Rússia.